# Stade Louis Achille
Das Stade Louis Achille ist ein Sportstadion in Fort-de-France auf der zu Frankreich gehörenden Karibikinsel Martinique. Es wird überwiegend für Fußball und Leichtathletik genutzt.
Es war das Hauptstadion Martiniques, bis 1988 das Stade Georges Gratiant und 1993 das Stade Pierre Aliker eröffnet wurden. Der Verein Good Luck de Fort-de-France trägt seine Spiele ebenso hier aus wie verschiedene Nationalmannschaften des Fußballverbandes von Martinique LFM. So fanden hier alle Spiele der Gruppe E der 1. Qualifikationsrunde zur Fußball-Karibikmeisterschaft 2008 statt.

## Geschichte
1923 beschlossen der Gemeinderat von Fort-de-France und die Leitung des Leichtathletikverbandes USMSA den Bau einer Sportanlage im Stadtteil Bellevue. Besonders Generalsekretär Félix Éboué engagierte sich für den Bau und dieser machte nennenswerte Fortschritte. 1937 konnte er schließlich offiziell eröffnet werden. 1947 gehörten zum Sportkomplex ein Fußballfeld von 110 × 75 m, ein Basketballplatz und eine Reitanlage. Das Stadion bot Platz für 6.000 Menschen; es gab 900 Sitzplätze.
1950 wurde das Stadion nach Louis Achille, einem einheimischen Gymnasiallehrer für Geschichte und Englisch und ehemaligem Präsidenten der USMSA, benannt.
1970 war der FC Santos mit Pelé im Stade Louis Achille zu Gast. Sie schlugen die Fußballnationalmannschaft von Martinique mit 4:1.

## Infrastruktur
Das Stade Louis Achille ist ein Sportkomplex mit Wettkampf- und Trainingsmöglichkeiten für Fußball, Leichtathletik, Handball, Volleyball und Basketball.
2007 beschloss der Generalrat von Martinique eine umfassende Renovierung. Dafür wurden 1.557.000 € bereitgestellt.